# Roman Maczułenko
Roman Iwanowycz Maczułenko, ukr. Роман Іванович Мачуленко (ur. 26 lipca 1992 w Boryspolu) – ukraiński piłkarz, grający na pozycji pomocnika.

## Kariera piłkarska

### Kariera klubowa
Wychowanek Szkoły Piłkarskiej w Boryspolu. W lipcu 2009 rozpoczął karierę piłkarską w CSKA Kijów, a już wkrótce we wrześniu przeniósł się do Weresu Równe. W styczniu 2010 przeszedł do FK Lwów. W czerwcu 2011 podpisał 3-letni kontrakt z PFK Sewastopol. Na początku 2013 został piłkarzem Desny Czernihów. W sierpniu 2014 zasilił skład Stomilu Olsztyn. Podczas przerwy zimowej sezonu 2015/16 przeniósł się do Zawiszy Bydgoszcz.

### Kariera reprezentacyjna
W 2010 występował w juniorskiej reprezentacji Ukrainy U-19.

## Sukcesy i odznaczenia

### Sukcesy klubowe
- mistrz Ukraińskiej Drugiej Ligi: 2013